# Landes-le-Gaulois
Landes-le-Gaulois ist eine französische Gemeinde mit 727 Einwohnern (Stand: 1. Januar 2022) im Département Loir-et-Cher in der Region Centre-Val de Loire. Sie gehört zum Arrondissement Blois, zum Kanton Veuzain-sur-Loire und zum Gemeindeverband Agglomération de Blois. Die Einwohner werden Landais und Landaises genannt.

## Geografie
Landes-le-Gaulois liegt etwa elf Kilometer nordwestlich von Blois am Cisse Landaise. Umgeben wird Landes-le-Gaulois von den Nachbargemeinden Tourailles und Villefrancœur im Norden, La Chapelle-Vendômoise im Nordosten, Saint-Bohaire im Osten und Südosten, Saint-Lubin-en-Vergonnois im Süden und Südosten, Herbault im Süden, Françay im Südwesten, Lancôme im Westen sowie Pray im Nordwesten.

## Bevölkerungsentwicklung
| Jahr                       | 1962 | 1968 | 1975 | 1982 | 1990 | 1999 | 2006 | 2017 |
| Einwohner                  | 654  | 596  | 586  | 568  | 589  | 582  | 648  | 750  |
| Quellen: Cassini und INSEE |      |      |      |      |      |      |      |      |

## Sehenswürdigkeiten
- Dolmen Pierre Levée de la Garenne
- Kirche Saint-Lubin, seit 1993 Monument historique

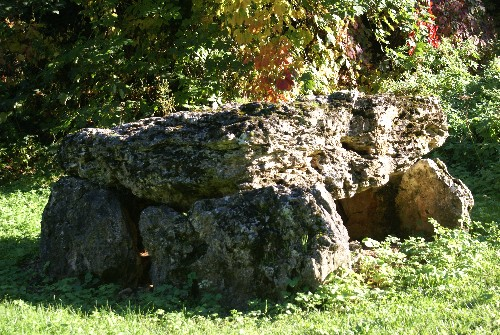
Dolmen Pierre Levée de la Garenne